# Nikos Anastopulos
Nikos Anastopulos (grecki: Νίκος Αναστόπουλος, ur. 22 stycznia 1958 w Dafni) – piłkarz reprezentacji Grecji występujący na pozycji napastnika. Obecnie trener.

## Kariera klubowa
Przez większą część kariery Anastopoulos występował w lidze greckiej. Czterokrotnie Anastopoulos był królem strzelców ligi (lata 1983 - 28 goli, 1984 - 18 goli, 1986 - 19 goli i 1987 - 16 goli). Anastopoulos rozegrał również sezon w lidze włoskiej, gdzie występując w zespole U.S. Avellino (sezon 1987–88) nie zdobył ani jednej bramki.

## Kariera reprezentacyjna
Anastopulos wystąpił w 73 meczach reprezentacji Grecji (lata 1977–1988) i zdobył 29 bramek. Do dzisiaj Anastopulos jest najlepszym strzelcem reprezentacji Grecji w historii. Anastopoulos wystąpił z reprezentacją Grecji w Mistrzostwach Europy 1980 i był autorem jedynego gola zdobytego przez Greków w tej imprezie (w meczu przeciwko Czechosłowacji).

## Kariera trenerska
Po zakończeniu kariery zawodnika Anastopoulos prowadził wiele drużyn klubowych, głównie w niższych ligach greckich.